# Листовёртка зелёная дубовая
Листовёртка зелёная дубовая (лат. Tortrix viridana) — вид бабочек из семейства листовёрток. Распространён в Европе, Северной Африке, на Кипре, в Иране и Израиле. В годы массового размножения способны оставить дуб без листвы.

## Морфология

### Имаго
Размах крыльев бабочек 18—23 мм. Передние крылья бледно-зелёные или жёлто-зелёные. Задние крылья коричневато-серые или сероватые. Обе пары крыльев с белыми, размытыми наружными краями. Голова желтоватая. Брюшко длиной 8 мм, сероватое.

### Гусеница
Гусеницы ранних возрастов серого цвета с тёмной головой. Гусеницы старших возрастов становятся серо-зелёными. Взрослые гусеницы длиной 15—19 мм и шириной примерно 2,5 мм.

### Яйцо
Яйцо округлое, диаметром 0,7 мм. Только что отложенные яйца ярко-жёлтые, позже становятся коричневыми.

## Экология
Гусеницы питаются на листьях ряда широколиственных деревьев, в частности дуба, а также клёна, берёзы, граба, бука и тополя. Помимо деревьев кормовыми растениями могут становиться некоторые виды кустарников, включая представителей вакциниума и крапивы.
Отмечено множество паразитов и хищников из отрядов двукрылые, жесткокрылые и перепончатокрылые. Среди них:
- двукрылые:

- тахины — Actia crassicornis, Actia exoleta, Actia pilipennis, Arrhinomya tragica, Bessa fugax, Bessa selecta, Blondelia nigripes, Compsilura concinnata, Discochaeta evonymellae, Discochaeta hyponomeutae, Nemorilla floralis, Nemorilla maculosa, Pales pavida, Phytomyptera niviventris, Pseudoperichaeta insidiosa, Zenillia libatrix;

- перепончатокрылые:

- Pteromalidae — Amblymerus mediterraneus, Amblymerus tibialis, Pteromalus cupreus;
- бракониды — Apanteles emarginatus, Apanteles solitarius, Eubadizon extensor, Macrocentrus abdominalis;
- ихневмониды — Campoplex diffiformis, Diadromus candidatus, Diadromus troglodytes, Euclytus fontinalis, Gelis rusticus, Glypta bipunctoria, Glypta cicatricosa, Ischnus defensor, Hemiteles areator, Sinophorus albida, Theronia atalantae, Trichomma enecator, Triclistus globulipes;
- Chalcididae — Brachymeria intermedia, Brachymeria minuta, Chorinaeus cristator;

- жесткокрылые:

- Stenhomalus muscorum.

## Размножение
Самки за жизнь откладывают около 60 яиц: по два яйца на ветви и листья.